# Zetsuen no Tempest
Zetsuen no Tempest (絶園のテンペスト, Zetsuen no Tenpesuto) é uma série de mangá que conta com 10 volumes,escrita por Kyō Shirodaira e ilustrada por Arihide Sano e Ren Saizaki. No Brasil, o mangá foi licenciado e publicado pela editora JBC. Uma adaptação em uma série de anime pelo estúdio Bones foi ao ar em outubro de 2012 a março de 2013.

## Mídias

### Anime
O anime começou a ser transmitido no MBS (no bloco Animeism) em 5 de outubro de 2012. Para os episódios 1-12, a música-tema de abertura foi "Spirit Inspiration" da banda Nothing's Carved in Stone e a música-tema de encerramento foi "happy endings" da cantora Kana Hanazawa. A partir do episódio 13 em diante, a música-tema de abertura foi Even Though I Love You (大好きなのに, Daisuki na no ni) da cantora Kylee e a música-tema de encerramento foi Our Song (Boku-tachi no Uta) de Tomohisa Sakō.